# Esperanto (tijdschrift)

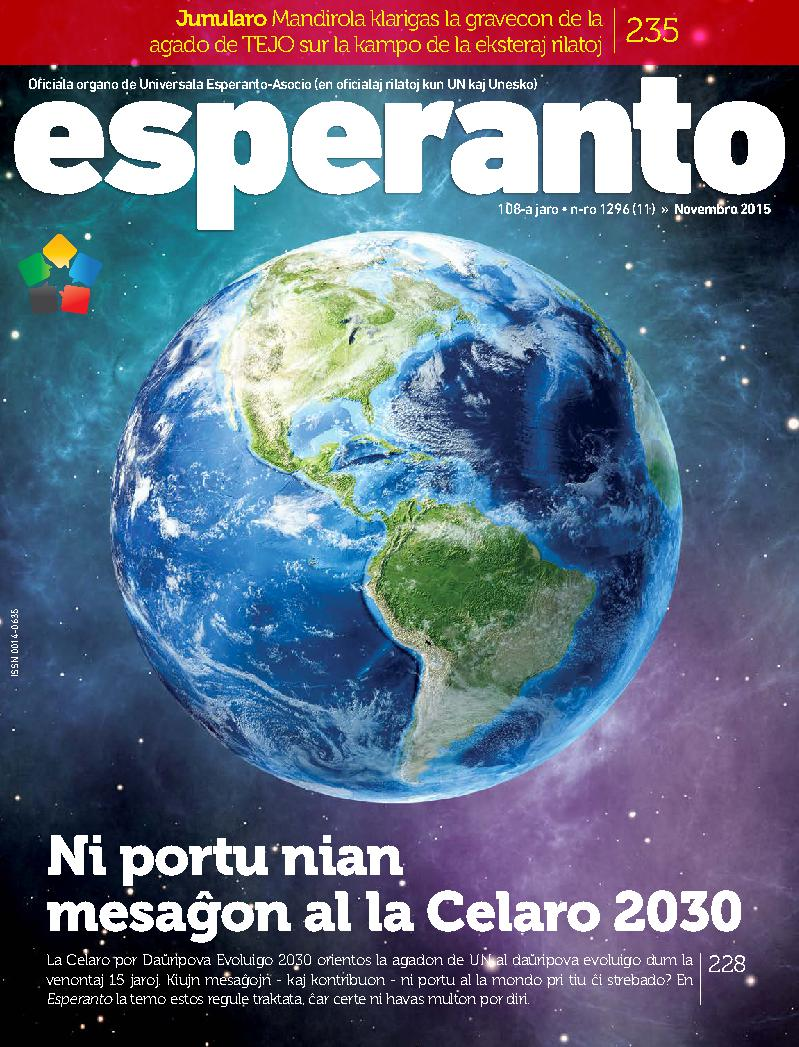

Het tijdschrift "Esperanto" is het ledenblad van de Esperanto-beweging en het officiële tijdschrift van de Universala Esperanto-Asocio. 

## Geschiedenis
Paul Berthelot, een Franse esperantist was de oprichter van het tijdschrift in juni 1905. Na twee jaar gaf hij zijn werk door aan Hector Hodler, die eigenaar en redacteur bleef tot 1920.  Hij stierf in april 1920 en liet aan de Esperanto-wereldbond een erfenis
na: het tijdschrift en een geldsom om een eventueel deficiet te overbruggen. De volgende redacteur was Edmond Privat, die getrouw de traditie van het tijdschrift voortzette.

## Inhoud
Het tijdschrift omvat informatie over de beweging en enkele constante rubrieken zoals : "Laste aperis" (over nieuwe boeken), "Loke" (over plaatselijke gebeurtenissen), "Recenzoj" (recensies over uitgaven) enzovoort.
Verder zijn er ook artikels met opinies, analyses en besluiten enz.